# کلن گوردون
کلن گوردون (انگلیسی: Kellan Gordon؛ زادهٔ ۲۵ دسامبر ۱۹۹۷) بازیکن فوتبال است.
از باشگاه‌هایی که در آن بازی کرده‌است می‌توان به باشگاه فوتبال لینکولن سیتی اشاره کرد.